# Баран, Витольд
Витольд Станислав Баран (пол. Witold Stanisław Baran; 29 июля 1939, Хмелёв, Свентокшиское воеводство — 22 июня 2020, Быдгощ) — польский легкоатлет, бегун на средние дистанции, участник летних Олимпийских игр 1964 года в беге на 1500 метров, серебряный призёр чемпионата Европы 1962 года, многократный чемпион и рекордсмен Польши.

## Биография
В 1959 году Баран стал серебряным призёром на дистанции 1500 метров на соревнованиях, состоявшихся в ходе проведения фестиваля молодёжи и студенчества, а в 1962 году стал уже победителем этих соревнований. Также в 1962 году Баран выступил на чемпионате Европы в Белграде. Польский спортсмен уверенно преодолел квалификационный раунд в беге на 1500 метров. В финале Баран уступил только французу Мишелю Жази и стал серебряным призёром соревнований.
На летних Олимпийских играх Баран дебютировал в 1964 году в Токио. На дистанции 1500 метров польский бегун сначала смог пробиться в полуфинал, выиграв свой забег на предварительном этапе, а затем и в финал соревнований, став вторым в забеге после новозеландца Питера Снелла. В решающем забеге Баран всю дистанцию бежал в лидирующей группе, но по итогам финишного спурта поляк занял лишь 6-е место, уступив в борьбе за медали 0,7 с. В 1964 году установил рекорд Европы в беге на милю (3:56,04).
В 1965 году Баран стал вторым на дистанции 5000 метров, которая прошла в рамках Кубка Европы, по итогам которого сборная Польши заняла третье место. На чемпионатах Польши Баран завоевал 11 медалей, из них 7 золотые. За время спортивной карьеры выступал за клубы «Ostrowiec Świętokrzyski» (1955-1957), «KSZO» (1958), «Stali Mielec» (1959), «Legia Warszawa» (1960-1962) и «Zawiszy Bydgoszcz» (1963-1972).
После завершения спортивной карьеры Баран стал тренером в клубе «Zawisza Bydgoszcz». Входил в руководство польской ассоциации легкой атлетики. Умер 22 июня 2020 года в Быдгоще.

## Личная жизнь
- В 1974 году окончил экономический техникум в Быдгоще, а в 1978 академию физкультуры в Познани.